# Daplasa irrorata
Daplasa irrorata är en fjärilsart som beskrevs av Moore 1879. Daplasa irrorata ingår i släktet Daplasa och familjen tofsspinnare. Inga underarter finns listade i Catalogue of Life.